# Homeland
Homeland er en amerikansk drama/thriller tv-serie udarbejdet af Howard Gordon and Alex Gansa og baseret på den israelske tv-serie Hatufim (Bortført) skabt af Gideon Raff. Serien har Claire Danes i rollen som Carrie Mathison, en officer hos Central Intelligence Agency, der mener at en amerikansk marinesoldat, som blev holdt fanget af Al-Qaeda som krigsfange, er blevet omvendt af fjenden og nu truer det amerikanske samfund.
Serien havde premiere den 2. oktober 2011 på den amerikanske kabel-tv-kanal Showtime, og er produceret af Fox 21. Den kritikerroste tv-serie vandt en Golden Globe i 2011 for bedste drama tv-serie. Showtime har genoptaget serien after dens første sæson, og har i alt 8 sæsoner, som hver har været i 12 afsnit. 

## Medvirkende
- Claire Danes – Carrie Mathison
- Damian Lewis – Nicholas Brody
- Morena Baccarin – Jessica Brody
- David Harewood – David Estes
- Diego Klattenhoff – Mike Faber
- Jackson Pace – Chris Brody
- Morgan Saylor – Dana Brody
- Mandy Patinkin – Saul Berenson